# Phebellia cerurae
Phebellia cerurae là một loài ruồi trong họ Tachinidae.